# Goslar
Goslar er en by i den tyske delstat Niedersachsen. Byen er administrationsby i Landkreis Goslar, og har et areal på 92,58 km² og 		50.753 indbyggere.(2018-12-31) Byen er Harzens hovedby.
Byens gamle bydel og det tidligere bjergværk Rammelsberg er optaget på UNESCOs Verdensarvsliste. 

## Geografi
Goslar ligger mellem de nordvestlige udløbere af mittelgebirgeområdet Harzen med Rammelsberg og den sydlige ende af Salzgitterhøjderne. Mod vest grænser Goslar til Steinberg og mod øst til Sudmerberg. Gennem Goslar løber Gose eller Abzucht, der er en biflod til Oker. I nærheden ligger dæmningerne Granetalsperre og Okertalsperre.
De nærmeste større byer er Hildesheim (45 km) mod nordvest, mod nord Salzgitter (30 km), mod nordøst Wolfenbüttel (30 km) og Braunschweig (40 km) og mod øst Magdeburg (90 km), i sydøst Nordhausen (50 km) og mod sydvest Göttingen (55 km).
| Minden (110 km)   | Braunschweig (40 km)     | Wolfsburg (60 km)   |                     |
| Hannover (70 km)  | Wolfenbüttel (30 km)     | Helmstedt (50 km)   |                     |
| Detmold (105 km)  |                          | Wernigerode (25 km) | Halberstadt (40 km) |
| Göttingen (55 km) | Osterode am Harz (25 km) | Nordhausen (50 km)  |                     |
| Kassel (90 km)    |                          |                     |                     |

### Nabokommuner
Nabokommuner er mod nord kommunen Liebenburg, mod nordøst kommunen Schladen-Werla i Landkreis Wolfenbüttel og byen Osterwieck i Landkreis Harz (Sachsen-Anhalt), mod øst byen Bad Harzburg, de fire kommuner i amtet Oberharz (Samtgemeinde) og mod vest byen Langelsheim.

### Inddeling
Goslar består af følgende bydele:
- Altstadt
- Baßgeige
- Georgenberg med Kattenberg
- Hahndorf med Klostergut Grauhof
- Hahnenklee med Bockswiese
- Immenrode
- Jerstedt
- Jürgenohl mit Kramerswinkel
- Lengde
- Lochtum
- Ohlhof
- Oker
- Rammelsberg med Siemensviertel og Rosenberg
- Steinberg
- Sudmerberg
- Vienenburg med Wöltingerode og Wennerode
- Weddingen
- Wiedelah